# Jogos fúnebres
Jogos fúnebres são competições atléticas realizadas em honra de uma pessoa recém-falecida. A celebração dos jogos fúnebres foram comum em várias civilizações antigas. Atletas e jogos como luta são descritos em estátuas sumérias datando de aproximadamente 2 600 a.C., e segundo numerosas tradições, jogos fúnebres foram uma característica regular da sociedade micênica grega. A Ilíada descreve os jogos fúnebres realizados por Aquiles em honra de Pátroclo, e uma competição similar foi atribuída por Virgílio a Eneias, que realizou jogos no aniversário da morte de seu pai. Muitas das disputas foram similares aquelas realizadas nos Jogos Olímpicos, e embora realizados em honra de Zeus, muitos estudiosos veem a origem da competição olímpica em jogos fúnebres mais antigos.
Competições similares conhecidas como feiras ou assembleias (Aonachs) eram realizadas na Irlanda, a mais famosa delas a Feira de Talti. Segundo os Anais do Reino da Irlanda, as feiras foram estabelecidas pelo rei lendário Lug (r. 1849–1 809 a.C.) em honra de sua mãe adotiva, Tailtiu. Estes jogos eram conhecidos durante o período medieval da Irlanda, talvez tão cedo quanto o século VI, mas deixaram de ser praticados após a invasão normanda da ilha no século XII. Alguns estudiosos datam os jogos no meio do reinado de Lug, em 1 829 a.C., alegando que eles antecederam as olimpíadas gregas em aproximados 1000 anos, e inclusive poderiam ter inspirado os jogos da Grécia.